# Колымская низменность
Колымская низменность — низменная равнина, расположенная на северо-востоке Якутии в бассейне рек Алазея, Большая Чукочья и левобережья нижнего течения Колымы. Вместе с Яно-Индигирской низменностью, лежащей к западу, образует обширную Восточно-Сибирскую низменность.
В низменности расположено озеро Павылон.

## Расположение
С севера ограничена Восточно-Сибирским морем, с юга горами Черского, простираясь на 750 км. С запада и востока ограничена Алазейским и Юкагирским плоскогорьями.

## Геофизическая характеристика

### Рельеф
Средняя высота низменности 50—100 метров над уровнем моря. Встречаются редкие массивы сопок в 200—300 метров высотой. В основном рельеф мерзлотно-термокарстовых форм. Имеется множество озёр и болот. Крупнейшие озёра это Илиргыткин и Моготоево.

### Геология
Грунт сложен озёрно-речными суглинками и супесями (мощностью около 120 м). Широко развиты криогенные формы: термокарстовые провалы, бугры пучения, полигональные грунты и прочее.

### Климат
Климат субарктический с продолжительной морозной, малоснежной зимой и коротким холодным летом.

## Флора
На юге Колымской низменности в основном находятся заболоченные лиственничные редколесья. Севернее 69° северной широты расположены кустарничково-травянистые тундры, постепенно переходящие на северо-западе в арктические.

## Фауна
На территории Колымской низменности имеются оленьи пастбища. Место обитания песца, леммингов, северных оленей, белой куропатки. В летний период бесчисленные стаи перелетных птиц. 